# ズバイル諸島
ズバイル諸島（アラビア語: مجموعة جزر الزبير）は、紅海に位置する火山島のグループである。海底の楯状火山を基部に持ち、その標高は海抜191mに達する。有史時代において何度か噴火を繰り返している。ズバイル諸島は現在イエメン領に属する。 

## 主な島々
最大の島は、比較的新しい島の一つであるズバイル島である。他には、Center Peak島、Saba島、Heycock島、Saddle島などが存在する。Saddle島は幾度と噴火を繰り返してきた。 
これらの火山島は、北北西から南南東方向に広がるリフト上に分布している。当初は爆発的噴火によって誕生したが、その後の休止期の間に海岸侵食が進む。その後、爆発的噴火と流出性噴火の両方が頻発する時期が続き、Stark群島、Barren群島と呼ばれる島々が生まれる。この活動期は今日まで続いている。 

## 噴火の歴史

### 1824年の噴火
1824年にサドル島で小規模（VEI=2）の噴火が起こった。しかし1846年8月14日に噴火が起こったという記録もあり、定かではない。 

### 2011-2012年の噴火
2011年12月19日、海底から火山の噴火が確認された。 観測衛星はHeycock島とRugged島の間の海上から立ち上る噴煙を捉え（上記画像）、周辺海域では漁師が高さ30mもの溶岩噴泉を目撃したという。この噴火により、Rugged島とHeycock島の間に新しい島が出来た。噴火口に流入する海水によって水蒸気爆発が起こり、噴煙によって大量の蒸気と火山灰が放出された。2012年1月12日の時点で、新島は、幅530x710mほどにまで成長し、その後は流出性噴火が続いた。この新島はSholan島と名付けられた。

### 2013年の噴火
2013年9月28日、前回の噴火地点の南西から海水の変色と蒸気が立ち上るのが観測された。科学者達は、噴火は海底100ｍよりも浅い海域で起こっていると推定し、新たな水蒸気爆発が発生した可能性があると発表した 。噴火活動は10月まで続き、その噴煙は衛星写真や周辺に済む人々が撮影した動画によっても確認された。10月下旬の時点で、噴煙が立ち昇った場所に新島が観測された。
この時形成された新島はJadid島と名付けられる。しかし、2016年の夏の時点で、Sholan島含めこれらの新島は衛星写真から姿を消した。 

## 観光
ズバイル諸島は現在無人島ではあるが、ダイビング、野生生物ウォッティング、トレッキングなどを楽しむことができる。 